# Giuseppe Pecci
Giuseppe Pecci, född 13 december 1807 i Carpineto Romano, Lazio, död 8 februari 1890 i Rom, Italien, var en italiensk kardinal, jesuit, och thomistisk teolog. Han var påve Leo XIII:s äldre bror, och de båda bröderna skapade den nythomistiska nyordningen i den Romersk-katolska kyrkan omkring år 1879, vilken dominerade den katolska teologin fram till andra Vatikankonciliet (1962–1965).

## Biografi
Född i Carpineto Romano i närheten av Rom, var Giuseppe Pecci en av sju söner till greve Lodovico Pecci och dennes hustru Anna Prosperi Buzi. Familjen var djupt och innerligt religiös. Tillsammans med sin bror Vincenzo började han 1818 studera vid jesuiternas college i Viterbo, där han kvarblev till 1824. Det året kallades han och hans bror till Rom, där modern låg för döden.
Fadern Ludovico Pecci ville ha sina barn omkring sig när han förlorat sin hustru, och därför stannade de med honom i Rom, där de skrevs in vid jesuiternas Collegium Romanum. År 1828 började det bli aktuellt för bröderna att välja yrke, och Giuseppe inträdde det året, efter tre år som novis, i jesuitorden, medan Vincenzo valde att ingå i det sekulära prästerskapet.
Som jesuit fick han möjlighet att undervisa vid ordens lärosäten, och han blev föreläsare om thomismen vid Collegium Romanum. Sedan brodern blivit biskop av Perugia och uttryckligen sagt att detta var hans vilja, blev Giuseppe professor vid det teologiska seminariet där, och han var i den befattningen i tio år, 1849–1859. När staden intogs av Piemontes arméer år 1860, kallade påve Pius IX honom till Rom med ett erbjudande om en professur i teologi. Påven kallade honom också till den påvliga kommission som skulle förbereda inför första Vatikankonciliet. Det var svårt att hitta god thomistisk undervisning, och unga akademiker som Joseph Gredt från andra länder sökte sig till Giuseppe Pecci och Tommaso Maria Zigliara. Pecci avsade sig sin professur 1870, som en följd av att han vägrade svära den antipapala ed som den nya italienska regeringen avkrävde. Han sysslade därefter med teologisk forskning.
Kardinalkollegiet insisterade år 1879 på att påve Leo XIII skulle upphöja sin bror Giuseppe till kardinal. Giuseppe Pecci upphöjdes till kardinaldiakon av Sant'Agata dei Goti den12 maj 1879, vid en ålder av 71 år, vid broderns första konsistorium. Han blev därmed den siste som upphöjts till kardinal som tillhört en påves familj.
Ceremonin beskrevs av Ludwig von Pastor i dennes dagbok. Den 15 maj omkring klockan 11 på förmiddagen, ikläddes påve Leo sin pontifikala dräkt inför kardinalkollegiet. Schweizergardet stod givakt. Efter ett påvligt uttalande, mottog var och en av de nya kardinalerna sin röda biretta: John Henry Newman, Giuseppe Pecci, Joseph Hergenröther och Tommaso Maria Zigliara, alla välkända akademiker.
Upphöjelsen av den berömde thomisten Pecci vid dennes höga ålder, ägde rum som ett led i att påve Leo ville stärka intellektualismen och den thomistiska teologin i kyrkan. Thomismen hade spelat ut sin roll som ledande teologisk strömning, och Leo strävade, med framgång, efter att återupprätta dess betydelse "för att försvara tron, samhällets välfärd, och vetenskapens framsteg". Studier av Thomas av Aquino direkt fick högre status än att läsa någon av alla tolkningar som fanns av hans teologi. Denna nyorientering välkomnades av dominikanorden, de thomistiska jesuiterna, och flera biskopar runt om i världen. Men den mötte även motstånd, eftersom somliga ansåg att thomismen var utdöd. 
Leo svarade på detta genom att anmoda alla katolska universitet att undervisa i thomism, och genom att grunda en påvlig akademi för att utbilda thomistiska professorer samt för att återutge verk om Thomas av Aquino. Det blev Giuseppe Pecci som fick ansvaret för denna akademi, och han fick också till uppgift att grunda likartade akademier på andra platser, som Bologna, Fribourg, Paris och Lowden. År 1879 utnämndes kardinal Pecci till förste prefekt av Pontificia Accademia Di San Tommaso D'Aquino, som Leo grundade den 15 oktober 1879 och som ännu består, fastän den sedan påve Johannes Paulus II:s encyklika 1999 mer börjat inrikta sig på sociala frågor än på ren thomism. Påve Leo utnämnde till akademins bildande trettio medlemmar av akademin, tio från vardera Rom, övriga Italien och resten av världen. 
Vatikanbiblioteket hade under en tid blivit försummat, varför påve Leo utnämnde Franz Ehrle och kardinal Pecci till prefekt och bibliotekarie. De öppnade biblioteket för allmänheten.
Kardinal Pecci avled 1890, 13 år före sin bror.